# Estação Arturo Soria
Arturo Soria é uma estação da Linha 4 do Metro de Madrid. O nome da estação é uma homenagem ao engenheiro e urbanista espanhol Arturo Soria (1844-1920).
A estação foi inaugurada em janeiro de 1979.